# Heraclia hollandi
Heraclia hollandi là một loài bướm đêm trong họ Noctuidae.